# Residência dos Governadores (Cuiabá)
A Residência dos Governadores é um imóvel em Cuiabá, Mato Grosso. Foi inaugurada em 1940, na gestão de Júlio Muller, com o propósito de servir como a residência dos chefes do Poder Executivo Estadual. Ao longo de seus 45 anos em atividade, a edificação abrigou 14 governadores do Mato Grosso e suas famílias e Getúlio Vargas em 1941, tendo sido tombada como patrimônio histórico em 1983 e aposentada em 1986. No ano seguinte à sua desativação, a Residência abrigou a Secretaria de Estado de Cultura, e em seguida, até 2003, o Conselho Estadual de Cultura de Mato Grosso. Em 2004, foi a sede da Agência de Fomento do Estado de Mato Grosso (MT Fomento) e, de 2014 a 2017, do Museu de Arte de Mato Grosso. Por fim, foi reaberta em 2018 com fins museológicos.
O projeto foi elaborado pelo arquiteto Humberto Kaulino, seguindo o estilo neocolonial de matriz hispano-americana, baseado na arquitetura das missões franciscanas da Califórnia, nos Estados Unidos, período em que a região era colônia do Império Espanhol. Também chamado de Missões, o estilo era usado no Rio de Janeiro na década de 30. O mobiliário do edifício foi em grande parte comprado pela esposa de Júlio Muller, Maria Muller ou advindo do Palácio de Alencastro, antiga sede do Governo do Estado de Mato Grosso, somados a pertences deixados por seus antigos moradores, que hoje fazem parte do acervo do Museu. O imóvel foi o primeiro da cidade a possuir piscina e fogão a gás, além de iniciar uma revolução na organização dos lotes na cidade.